# Robert Wuku
Robert Wuku OCist (* 31. Oktober 1853 in Baden, Niederösterreich; † 27. August 1911 in Wurmbrand bei Groß Gerungs, Niederösterreich) ist ein österreichischer Geistlicher, Theologe und Autor.

## Leben
Robert Wuku wurde am 31. Oktober 1853 in der niederösterreichischen Stadt Baden geboren. Seine Schulbildung schloss er mit der Matura in Wiener Neustadt ab – davor hatte er auch das Gymnasium in seiner Geburtsstadt Baden besucht – und trat im Jahre 1872 in das Zisterzienserstift Zwettl ein. Am 5. August 1877 erfolgte in der Stiftskirche Zwettl seine Priesterweihe. Im Februar 1878 wurde Wuku – zu diesem Zeitpunkt Stiftspriester in Zwettl – als Aushilfspriester nach Waldenstein entsandt. Wenige Tage davor war der Abt des Stiftes Zwettl, Anselm Brawenz, 70-jährig verstorben.
1881 erhielt Wuku die Lehrbeauftragung für das Fach Altes Testament an der Universität Wien. In den Jahren 1882 bis 1896 lehrte er in diesem Bereich zudem im Stift Heiligenkreuz und war, nachdem er am 22. und 23. September 1896 die Pfarrkonkursprüfung, die ihn zur Führung einer Pfarre berechtigte, abgelegt hatte, fungierte er als Pfarrer in Wurmbrand bei Groß Gerungs. Bis dahin trat er kurzzeitig als provisorischer Pfarrverweser von Wurmbrand in Erscheinung. Als Pfarrer von Wurmbrand löste er Anselm Weninger, an dessen Seite Wuku am 5. August 1877 zum Priester geweiht worden war und der ins Stift zurückkehrte, ab. In der Gemeinde Wurmbrand war Wuku auch ein Ehrenmitglied der Freiwilligen Feuerwehr, sowie ein Ehrenbürger der Gemeinde. Außerdem war er in Mitglied der Sektion Baden des Österreichischen Touristenklubs.
1894 verfasste Wuku in Der Niederösterreichische Landesfreund. Blätter zur Landeskunde. den Beitrag Die Mitglieder des Cistercienserstiftes Heiligenkreuz, welche in Baden und dessen Umgebung geboren sind. Mit seiner 1906 verfassten Kleinschrift Mellifluus huldigte er den hl. Bernhard in arabischer Schrift. Mit dem Studium der orientalischen Sprachen hatte Wuku etwa zur gleichen Zeit begonnen, als er auch den Lehrauftrag für das Alte Testament an der Universität Wien erhalten hatte – etwa nach vierjährigem Dienst in der Seelsorge rund um das Jahr 1881. Erst am 29. März 1909 – mittlerweile 55 Jahre alt – promovierte Wuku an der Universität Wien mit einer theologischen Dissertation mit dem Titel Breviarum vitae Sancti Bernardi ratione speciali habito epistolarum hujus sancti zum Doktor der Theologie.
Nur drei Jahre später starb Wuku am 27. August 1911 im Alter von 58 Jahren in Wurmbrand. Anfang September 1911 wurde Wuku im Beisein von 35 Geistlichen, einigen weiteren Personen des öffentlichen Lebens und zahlreichen Trauergästen beerdigt. Das Kondukt wurde von Stephan Rössler, der seit 1876 als Abt von Zwettl fungierte, angeführt.

## Werke (Auswahl)
- 1894: Die Mitglieder des Cistercienserstiftes Heiligenkreuz, welche in Banden und dessen Umgebung geboren sind. In: Der Niederösterreichische Landesfreund. Blätter zur Landeskunde.
- 1906: Mellifluus. Vita Sancti Bernardi.
- 1909: Theologische Dissertation mit dem Titel Breviarum vitae Sancti Bernardi ratione speciali habito epistolarum hujus sancti.

## Ehrungen (Auswahl)
- Ehrenmitglied der Freiwilligen Feuerwehr Wurmbrand
- Ehrenbürger der Gemeinde Wurmbrand